# هارمن کاردن
هارمن کاردن (انگلیسی: Harman Kardon) یک زیرمجموعه از صنایع بین‌المللی هارمن می‌باشد و تولیدکننده تجهیزات صوتی و تصویری خانه و اتومبیل می‌باشد. این شرکت در سال ۱۹۵۳ توسط سیدنی هارمن و برنارد کاردون تأسیس شد.و جدیدن در گوشی های امروزی به کار رفته و کیفیت و تفکیک فوق العاده بالایی دارد

## نگارخانه

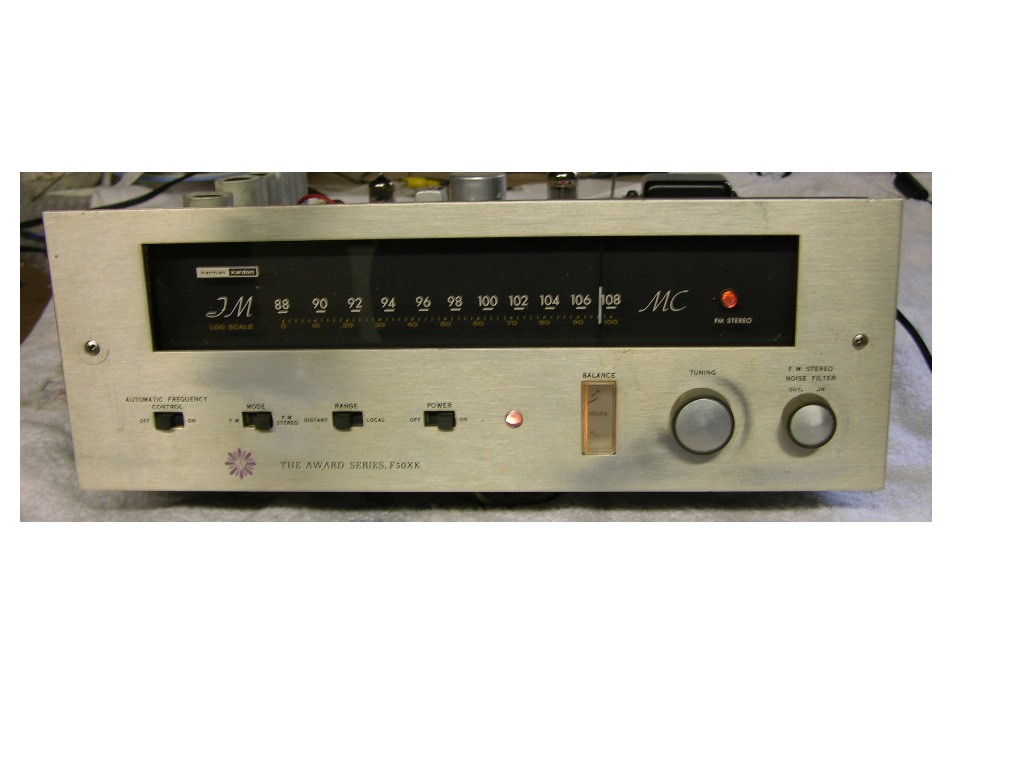
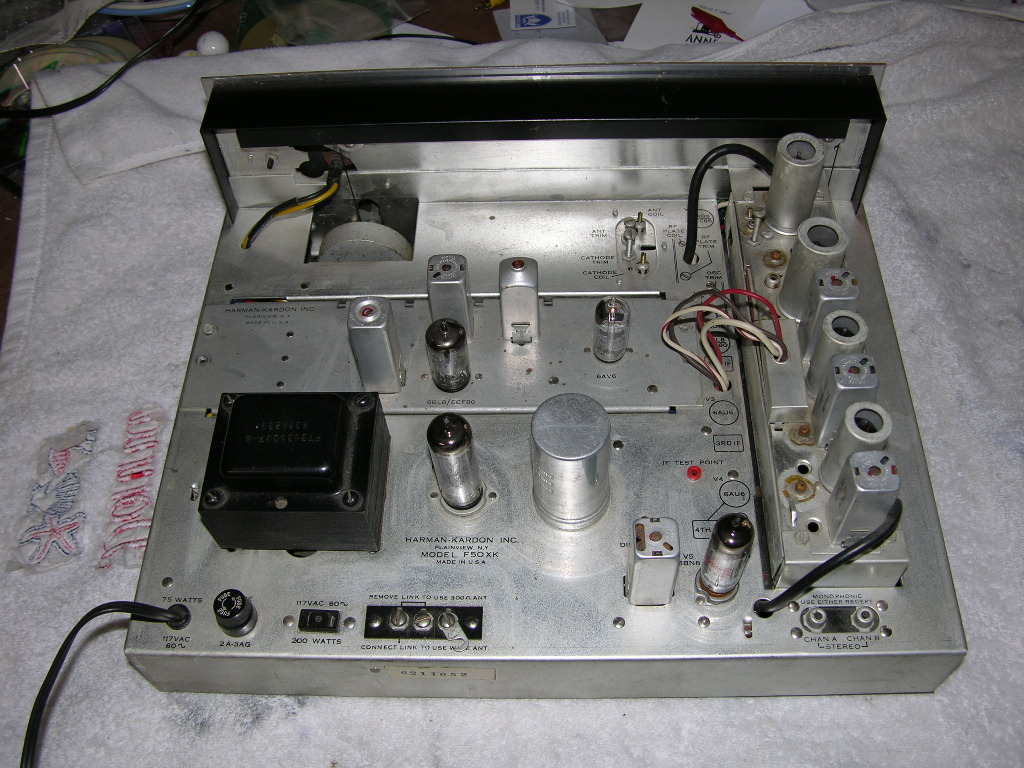
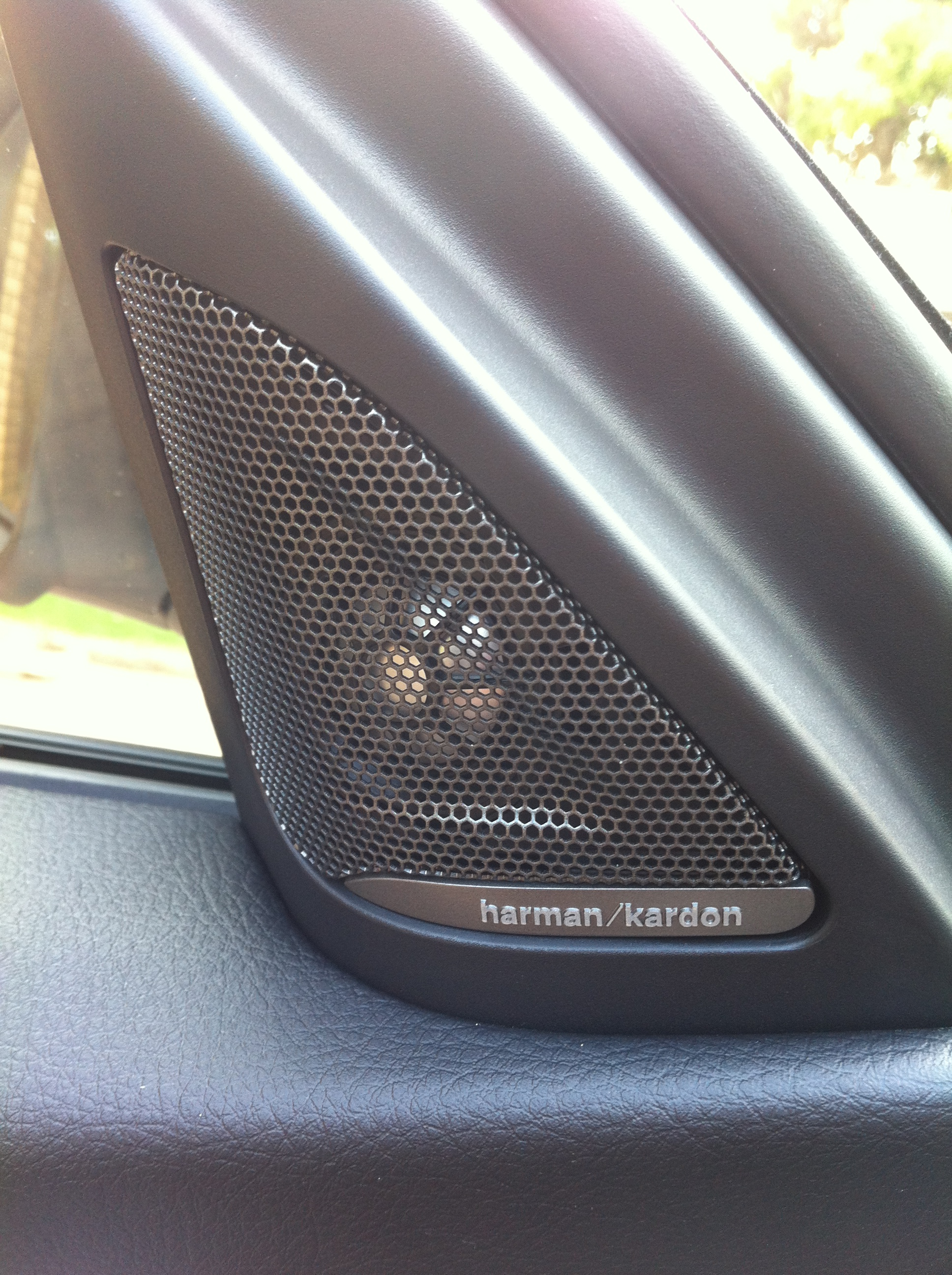